# 九龍巴士72A線
九龍巴士72A線是香港一條來往大圍站及大埔工業邨的巴士路線，提供大埔工業邨、大元邨、大埔墟、廣福來往大埔公路（大埔滘段）、源禾路、乙明邨、美林及大圍的巴士服務。

## 歷史
- 1980年9月22日：為了應付來往大埔工業邨上班的市民，本線投入服務，總站設於大富街，以樟樹灘為分段收費點。[2]
- 1982年11月22日：本線遷入大埔工業邨巴士總站。
- 1982年11月24日：繞經乙明邨一段的大涌橋路。
- 1992年5月1日：因為72K線取消，總站遷往大景街（矽港中心對面，現稱鳳凰衛視大樓）。
- 1996年10月10日：本線遷回大埔工業邨巴士總站，但來回程仍繞大景街。
- 2007年10月7日：在原有行走的6輛非空調巴士中換入1輛空調巴士行走。
- 2009年7月20日：增加2輛單層空調巴士，換走2輛非空調巴士。
- 2010年1月25日：增加1輛單層空調巴士，換走1輛非空調巴士。
- 2011年9月26日：提升至全空調巴士服務[3]。
- 2014年9月20日：調整服務時間，大圍及大埔尾班車分別縮短至21:00及21:15[4]。
- 2015年3月21日：增設到站時間預報。[5]
- 2019年1月20日：大埔工業邨往樟樹灘及大圍站往樟樹灘的分段收費，改為使用八達通卡繳費才生效。[6]
- 2025年3月17日：由大圍站開出之頭班車時間由05:45提早至05:30。

## 服務時間及班次
| 大圍站開             | 大圍站開   | 大圍站開   | 大圍站開   | 大圍站開   | 大圍站開   | 大圍站開   | 大圍站開   |
| 星期一至五           | 星期一至五 | 星期一至五 | 星期一至五 | 星期一至五 | 星期一至五 | 星期一至五 | 星期一至五 |
| -------------------- | ---------- | ---------- | ---------- | ---------- | ---------- | ---------- | ---------- |
| 05:45                | 06:20      | 06:50      | 07:10      | 07:30      | 08:00      | 08:30      | 09:00      |
| 09:30                | 10:00      | 10:30      | 11:00      | 11:30      | 12:00      | 12:30      | 13:00      |
| 13:30                | 14:00      | 14:30      | 15:00      | 15:30      | 16:00      | 16:30      | 17:00      |
| 17:30                | 18:00      | 18:30      | 19:00      | 19:30      | 20:00      | 20:30      | 21:00      |
| 星期六、日及公眾假期 |            |            |            |            |            |            |            |
| 05:45                | 06:20      | 06:50      | 07:10      | 07:30      | 08:00      | 08:30      | 09:00      |
| 09:30                | 10:00      | 10:30      | 11:00      | 11:30      | 12:00      | 12:30      | 13:00      |
| 13:30                | 14:00      | 14:30      | 15:00      | 15:30      | 16:00      | 16:30      | 17:00      |
| 17:30                | 18:00      | 18:30      | 19:00      | 19:30      | 20:00      | 20:30      | 21:00      |

| 大埔工業邨開         | 大埔工業邨開 | 大埔工業邨開 | 大埔工業邨開 | 大埔工業邨開 | 大埔工業邨開 | 大埔工業邨開 | 大埔工業邨開 |
| 星期一至五           | 星期一至五   | 星期一至五   | 星期一至五   | 星期一至五   | 星期一至五   | 星期一至五   | 星期一至五   |
| -------------------- | ------------ | ------------ | ------------ | ------------ | ------------ | ------------ | ------------ |
| 05:40                | 06:15        | 06:45        | 07:15        | 07:45        | 08:20        | 08:45        | 09:15        |
| 09:45                | 10:15        | 10:45        | 11:15        | 11:45        | 12:15        | 12:45        | 13:15        |
| 13:45                | 14:15        | 14:45        | 15:15        | 15:45        | 16:15        | 16:45        | 17:15        |
| 17:45                | 18:15        | 18:45        | 19:15        | 19:45        | 20:15        | 20:45        | 21:15        |
| 星期六、日及公眾假期 |              |              |              |              |              |              |              |
| 05:40                | 06:15        | 06:45        | 07:15        | 07:45        | 08:15        | 08:45        | 09:15        |
| 09:45                | 10:15        | 10:45        | 11:15        | 11:45        | 12:15        | 12:45        | 13:15        |
| 13:45                | 14:15        | 14:45        | 15:15        | 15:45        | 16:15        | 16:45        | 17:15        |
| 17:45                | 18:15        | 18:45        | 19:15        | 19:45        | 20:15        | 20:45        | 21:15        |

## 收費
全程：$9.6
大圍站開
| 落車站＼上車站 | 樟樹灘 或之前 | 大埔工業邨 或之前 |
| -------------- | ------------- | ----------------- |
| 大圍站起       | $6.7^         | $9.6              |
| 樟樹灘起       | 不適用        | $6.7              |
| 廣福邨起       | 不適用        | $5.4              |

- 有 ^ 之收費必須以八達通卡繳付，並須於下車前再次確認八達通卡方可享有此優惠。

大埔工業邨開
| 落車站＼上車站 | 樟樹灘 或之前 | 大圍站 或之前 |
| -------------- | ------------- | ------------- |
| 大埔工業邨起   | $6.7^         | $9.6          |
| 樟樹灘起       | 不適用        | $6.7          |

- 有 ^ 之收費必須以八達通卡繳付，並須於下車前再次確認八達通卡方可享有此優惠。

| - 本線設有12歲以下小童及65歲或以上長者半價優惠。 - 65歲或以上香港居民使用「樂悠咭」，以及12歲以下合資格殘疾兒童使用「殘疾人士身份」個人八達通繳付車資，均可享有每程$2.0或半價（以較低者為準）的票價優惠；12至64歲合資格殘疾人士使用「殘疾人士身份」個人八達通（包括「樂悠咭」），以及60至64歲香港居民使用「樂悠咭」繳付車資，均可享有每程$2.0或全費（以較低者為準）的票價優惠。 - 65歲或以上長者如使用長者或一般個人八達通繳付車資，則只可享有半價優惠；12至64歲合資格殘疾人士如不使用「殘疾人士身份」個人八達通，以及60至64歲人士如不使用「樂悠咭」繳付車資，必須繳付全費。 - 乘客可以現金或八達通於上車時付款，不設找續。 - 每位成人乘客可免費攜帶最多兩名4歲以下而不佔座位的兒童乘客乘車，超額之4歲以下小童必須繳付小童車費乘車。 - 持有「九巴月票」之乘客在車票有效期內，每日可享最多10程任何九龍巴士及龍運巴士路線（包括本路線，以及聯營路線的九龍巴士／龍運巴士提供的班次；惟乘搭機場「A」及「NA」線則可享原價二七折優惠（不會計算每天10次合資格車程））；而B1線則每日可享最多各2程（不會計算每天10次合資格車程）。 - 九龍巴士、城巴、龍運巴士及陽光巴士全職員工及家屬（不包括外判職員）可免費乘搭本路線，惟必須拍職員或職員家屬八達通。 - 乘客亦可透過多元化電子支付系統（e度嘟）繳付車資，包括使用非接觸式VISA卡、JCB卡、萬事達卡、銀聯卡、美國運通、大來國際、Discover Card、Apple Pay、Google Pay、Samsung Pay、AlipayHK「易乘碼」、支付寶、WeChatHK／微信支付「搭車碼」、銀聯雲閃付「乘車碼」及BOC Pay「乘車碼」。乘客使用此付款方式，使用此支付方式的乘客可享有中途下車之分段收費，以及與其他九巴／龍運獨營路線或聯營線九巴／龍運班次之轉乘優惠，惟不適用於與非九巴／龍運路線之轉乘優惠，亦不能享有「公共交通費用補貼計劃」及「長者及合資格殘疾人士公共交通票價優惠計劃」。 |

## 使用車輛
本線開辦27年來，全數採用不設空調設備的巴士行駛，直至2007年10月7日才有空調巴士加入（1995年丹尼士巨龍11米巴士，車牌GR3201，4個月後換入1998年丹尼士巨龍9.9米巴士，車牌JD3215）。
2009年7月20日，原有的1輛1994年丹尼士巨龍普通巴士（S3N357/GA5145）及1輛1994年富豪奧林比安普通巴士（S3V19/GK9398）被調走，改派2輛同年6月領牌、配置葡萄牙Salvador Caetano車身及歐盟4型廢氣排放標準引擎的12米斯堪尼亞K230UB單層低地台空調巴士（ASC）服役，是大埔公路（大埔滘段）的巴士路線之中，第2條引入該款單層低地台空調巴士的路線（首條為74A）。
2010年1月25日，原有的1輛1994年丹尼士巨龍普通巴士（S3N295/FY1970）被調走，改派1輛2009年12月領牌、配置葡萄牙Salvador Caetano車身及歐盟4型廢氣排放標準引擎的12米斯堪尼亞K230UB單層低地台空調巴士（ASC11／PB526）服役。同年11月23日起，原有1輛12米斯堪尼亞K230UB單層低地台空調巴士（ASC11／PB526）與82K的富豪B7RLE（AVC28／PH6832）互調字軌。
隨著巴士服務空調化是大勢所趨，九巴加快將巴士路線轉為全空調服務的速度，於2011年9月26日起，一口氣將現有2部普通巴士換成空調巴士行走，提升至全線空調服務，由於另一條大埔區路線74A及72亦於同日起改為全空調服務，象徵以大埔區作總站的所有對外專利巴士路線已經改為全空調服務。
現時本線使用5輛亞歷山大丹尼士Enviro 500 MMC 12米（ATENU）雙層巴士，均屬上水車廠。
| 車隊編號 | 車牌   |
| -------- | ------ |
| ATENU138 | SH5754 |
| ATENU142 | SH7296 |
| ATENU262 | SP6792 |
| ATENU267 | SP7555 |
| ATENU992 | UB7302 |

## 行車路線

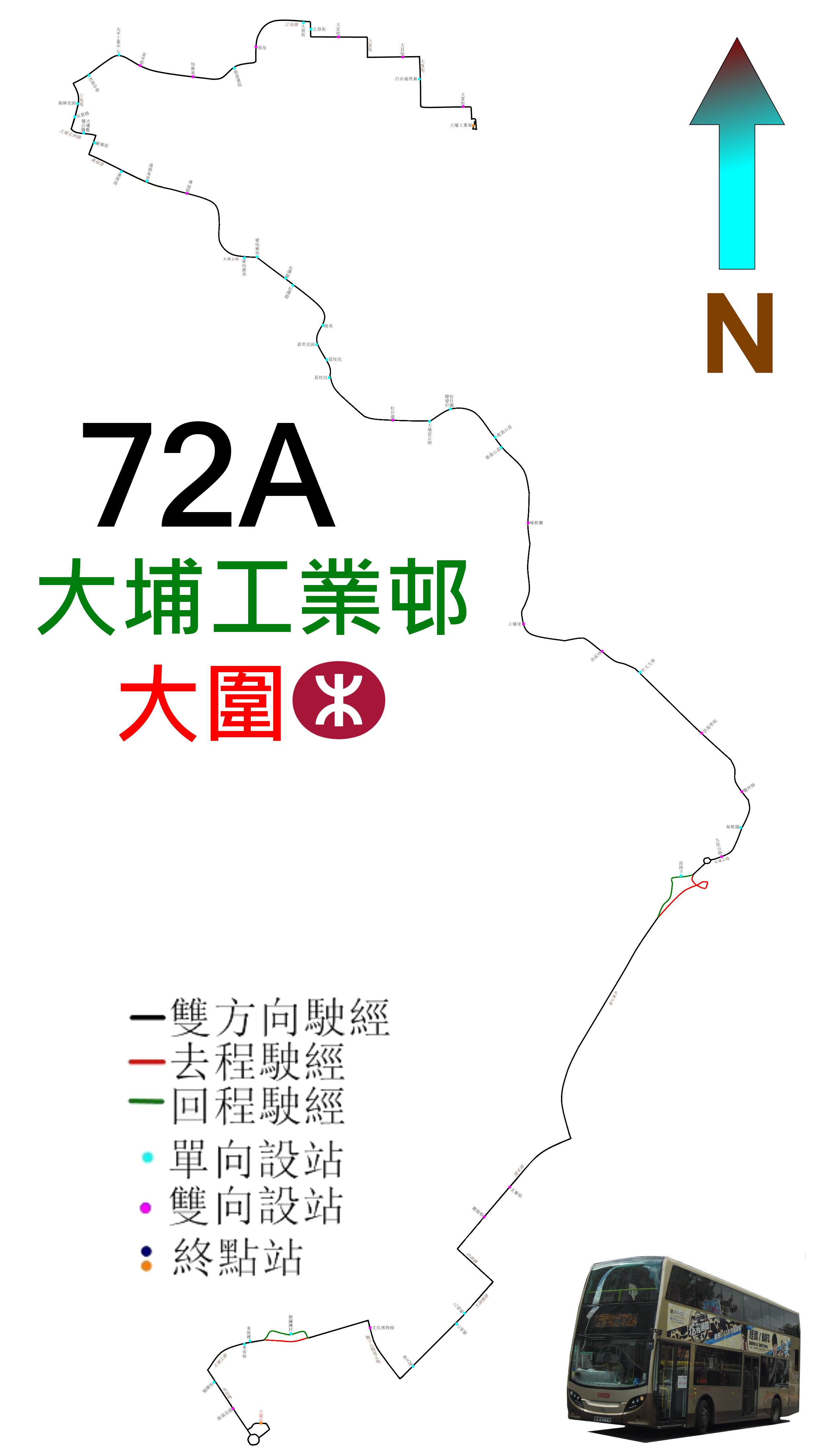
本線的走線圖

大圍站開經：美田路、大圍道、大埔公路—大圍段、獅子山隧道公路、大涌橋路、沙田鄉事會路、源禾路、大埔公路（沙田段、馬料水段、大埔滘段、元州仔段）、廣福道、寶鄉街、寶鄉橋、大埔太和路、汀角路、大發街、大宏街、大富街、大昌街、大貴街、大喜街、大景街、大喜街、大貴街及大昌街。
大埔工業邨開經：大貴街、大喜街、大景街、大喜街、大貴街、大昌街、大富街、大宏街、大發街、汀角路、大埔太和路、寶鄉橋、寶鄉街、廣福道、大埔公路（元州仔段、大埔滘段、馬料水段、沙田段）、源禾路、沙田鄉事會路、大涌橋路、獅子山隧道公路、大埔公路—大圍段、大圍道、美田路及車公廟路。

### 沿線車站
| 大圍站開 | 大圍站開           | 大圍站開             | 大埔工業邨開 | 大埔工業邨開       | 大埔工業邨開         |
| 序號     | 車站名稱           | 位置                 | 序號         | 車站名稱           | 位置                 |
| -------- | ------------------ | -------------------- | ------------ | ------------------ | -------------------- |
| 1        | 大圍站巴士總站     | 大圍站公共運輸交匯處 | 1            | 大埔工業邨巴士總站 | 大埔工業邨巴士總站   |
| 2        | 海福花園           | 美田路               | 2            | 大埔海濱公園       | 大景街               |
| 3        | 積輝街             | 美田路               | 3            | 大喜街             | 大喜街               |
| 4        | 美林邨美桃樓       | 大埔公路—大圍段      | 4            | 污水處理廠         | 大貴街               |
| 5        | 銅鑼灣村           | 大埔公路—大圍段      | 5            | 大昌街             | 大昌街               |
| 6        | 文化博物館         | 獅子山隧道公路       | 6            | 大宏街             | 大宏街               |
| 7        | 曾大屋             | 大涌橋路             | 7            | 大發街             | 汀角路               |
| 8        | 乙明邨             | 大涌橋路             | 8            | 魚角               | 汀角路               |
| 9        | 瀝源邨             | 源禾路               | 9            | 救恩書院           | 汀角路               |
| 10       | 禾輋邨             | 源禾路               | 10           | 怡雅苑             | 汀角路               |
| 11       | 落路下             | 大埔公路—馬料水段    | 11           | 大元邨             | 汀角路               |
| 12       | 九肚山路           | 大埔公路—馬料水段    | 12           | 沐恩中學           | 汀角路               |
| 13       | 海憩閣             | 大埔公路—馬料水段    | 13           | 安慈路             | 汀角路               |
| 14       | 麗坪路             | 大埔公路—馬料水段    | 14           | 大埔舊墟公園       | 大埔太和路           |
| 15       | 崇基學院           | 大埔公路—馬料水段    | 15           | 寶鄉街             | 寶鄉街               |
| 16       | 赤泥坪             | 大埔公路—馬料水段    | 16           | 運頭角里           | 廣福道               |
| 17       | 大埔尾             | 大埔公路—大埔滘段    | 17           | 廣福邨             | 大埔公路－元洲仔段   |
| 18       | 樟樹灘             | 大埔公路—大埔滘段    | 18           | 雍怡雅苑           | 大埔公路－元洲仔段   |
| 19       | 鹿茵山莊           | 大埔公路—大埔滘段    | 19           | 松濤閣             | 大埔公路－大埔滘段   |
| 20       | 大埔滘公園         | 大埔公路—大埔滘段    | 20           | 南苑               | 大埔公路－大埔滘段   |
| 21       | 松仔園             | 大埔公路—大埔滘段    | 21           | 荔枝坑             | 大埔公路－大埔滘段   |
| 22       | 荔枝坑             | 大埔公路—大埔滘段    | 22           | 松仔園             | 大埔公路－大埔滘段   |
| 23       | 翡翠花園           | 大埔公路—大埔滘段    | 23           | 松仔園瞭望台       | 大埔公路－大埔滘段   |
| 24       | 松濤閣             | 大埔公路—大埔滘段    | 24           | 鹿茵山莊           | 大埔公路－大埔滘段   |
| 25       | 雍怡雅苑           | 大埔公路—元洲仔段    | 25           | 樟樹灘             | 大埔公路－大埔滘段   |
| 26       | 廣福邨             | 大埔公路—元洲仔段    | 26           | 大埔尾             | 大埔公路－大埔滘段   |
| 27       | 廣福道             | 廣福道               | 27           | 赤泥坪             | 大埔公路－馬料水段   |
| 28       | 榮暉花園           | 汀角路               | 28           | 中文大學           | 大埔公路－馬料水段   |
| 29       | 太平工業中心       | 汀角路               | 29           | 崇基學院           | 大埔公路－馬料水段   |
| 30       | 富亨邨             | 汀角路               | 30           | 麗坪路             | 大埔公路－馬料水段   |
| 31       | 怡雅苑             | 汀角路               | 31           | 九肚山路           | 大埔公路－馬料水段   |
| 32       | 魚角               | 汀角路               | 32           | 禾輋邨             | 源禾路               |
| 33       | 大發街             | 大發街               | 33           | 瀝源邨             | 源禾路               |
| 34       | 大宏街             | 大宏街               | 34           | 乙明邨             | 大涌橋路             |
| 35       | 大昌街             | 大昌街               | 35           | 文化博物館         | 獅子山隧道公路       |
| 36       | 大喜街             | 大喜街               | 36           | 美林邨             | 大埔公路－大圍段     |
| 37       | 大埔海濱公園       | 大景街               | 37           | 大圍街市           | 美田路               |
| 38       | 大埔工業邨巴士總站 | 大埔工業邨巴士總站   | 38           | 大圍站巴士總站     | 大圍站公共運輸交匯處 |

## 客量
1980年代初期，由於大埔區對外巴士線不多，本線是大埔往來沙田區主要路線之一。但自從1982年九廣鐵路（今港鐵東鐵綫路段）電氣化及1985年吐露港公路正式通車，本線便顯得非常迂迴和緩慢，因此客量下跌，班次不斷削減。但此路線能直達大埔工業邨，因此仍有一定客量，但非繁忙時間使用率則持續偏低。